# Мунд Аргайлский
Мунд (лат. Mundus; умер в 962) — настоятель монастыря в Аргайле. Святой Католической церкви, день памяти — 15 апреля.
Святой Мунд, настоятель большого монастыря в Аргайле, известен тем, что основал в Шотландии несколько монастырей. Также им были сформулированы максимы относительно братской любви, кротости, цены уединения и необходимости постоянной памяти о присутствии Бога. Подробности его жизни неизвестны. Его часто путают со святым Финтаном Мунну (память 21 октября), но он прежде почитался как первейший покровитель Шотландии.